# Katherine Anne Porter
Katherine Anne Porter (* 15. Mai 1890 in Indian Creek, Texas; † 18. September 1980 in Silver Spring, Maryland; gebürtig Callie Russell Porter) war eine US-amerikanische Journalistin und Schriftstellerin. 1966 wurde sie für die Anthologie The Collected Stories mit dem Pulitzer-Preis ausgezeichnet.

## Biografie
Porter wurde als viertes von fünf Kindern des Ehepaares Harrison Boone Porter und Alice Jones Porter geboren. Ihre Mutter, eine Lehrerin, starb bei der Geburt ihres letzten Kindes; ihr Vater war nicht imstande, für die Familie zu sorgen. Porter verbrachte ihre Kindheit bei ihrer Großmutter, die starb, als sie zwölf  war; der Vater gab die vier Kinder zu verschiedenen Verwandten. Im Alter von 16 Jahren heiratete Porter den alkoholsüchtigen Sohn eines wohlhabenden Landbesitzers, um dem familiären Regime zu entkommen, und brach die Schule ab. Sie wurde mehrfach von ihm misshandelt und ließ sich nach fünf Jahren scheiden. Porter lebte von 1914 bis 1920 als freie Journalistin, Musikerin und Magazinautorin in Chicago, New York und Texas. In den Jahren 1920 bis 1930 unternahm sie ausgedehnte Reisen nach Mexico, was sie zu ihrer ersten Kurzgeschichte (1922) motivierte. Danach weilte sie in Europa. Ihre letzten Lebensjahre verbrachte sie in Texas.

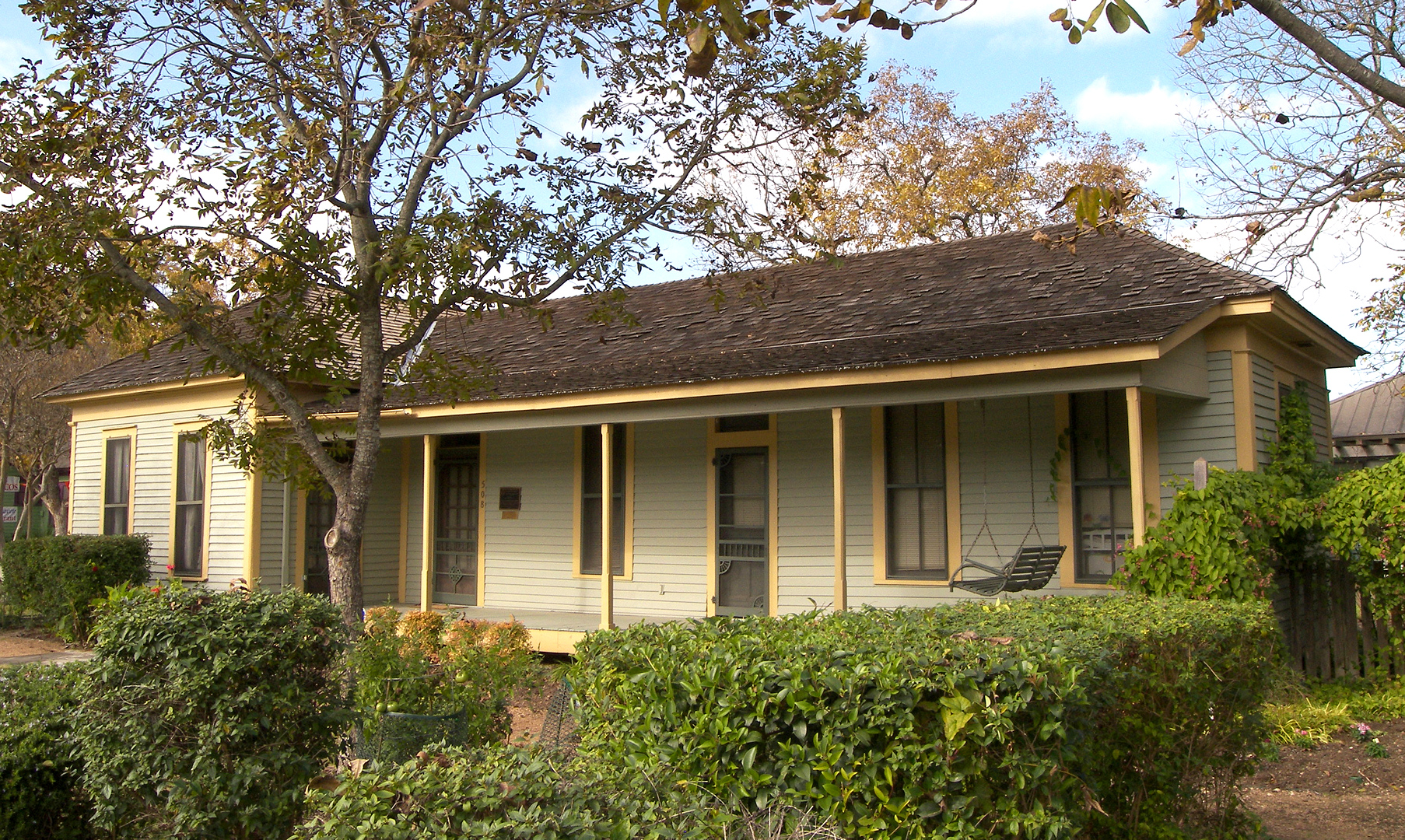
Katherine Anne Porters Wohnhaus der Kindheit in Kyle, gegenwärtig Museum, wurde 2004 in das National Register of Historic Places aufgenommen.

1930 wurden zunächst sechs ihrer zuvor in verschiedenen Zeitschriften erschienenen Erzählungen in dem Sammelband Flowering Judas and Other Stories veröffentlicht. Dieser Debütband ihrer gesammelten Erzählungen vor allem aus dem ländlichen Nordamerika (die Titelgeschichte handelt von der mexikanischen Revolution) machte Katherine Anne Porter umgehend zu einer literarischen Berühmtheit. 1962 erschien Das Narrenschiff, der Roman, „auf den eine ganze Generation dreißig Jahre lang gewartet hat“, wie die New York Times schrieb. Das Buch – die Darstellung einer Schiffsreise von Veracruz (Mexiko) nach Bremerhaven von spanischen Arbeitern, deutschen Remigranten und Touristen unterschiedlicher Nationalität im Jahr 1931 – wurde 1965 unter der Regie von Stanley Kramer mit Vivien Leigh und Heinz Rühmann in tragenden Rollen verfilmt und machte sie wohlhabend. 1966 wurde Porter mit dem Pulitzer-Preis ausgezeichnet. Katherine Anne Porter, die insgesamt fünfmal verheiratet war, starb im Alter von 90 Jahren 1980 in Maryland, USA. Ihre Asche wurde auf dem Friedhof ihrer Heimatstadt Indian Creek neben dem Grab ihrer Mutter beigesetzt.
1941 wurde sie in die American Academy of Arts and Letters gewählt. 2006 brachte die amerikanische Post eine Briefmarke zu ihren Ehren heraus. Im ehemaligen Wohnhaus der Schriftstellerin in Kyle, Texas, befindet sich das Katherine Anne Porter Museum.

## Werke

### Kurzgeschichten und Sammlungen
- Maria Concepcion, 1922
- The Martyr, 1923
- Virgin Violeta, 1924
- He, 1927
- Magic, 1928
- Rope, 1928
- Theft, 1929
- The Jilting of Granny Weatherall, 1930; Verfilmung: USA 1980 (TV)
- Flowering Judas and Other Stories, 1930 (dt. Unter heißem Himmel. Erzählungen. Bad Wörishofen: Kindler und Schiermeyer, 1951; Neuübertragung ins Dtsch. unter dem Titel Blühender Judasbaum, 1964)
- The Cracked-Looking-Glass, 1932 (dt. Der gesprungene Spiegel. Erzählungen. Stuttgart: Klett-Cotta, 1983)
- Hacienda, 1934
- The Downward Path to Wisdom, 1939
- The Leaning Tower, 1941
- The Leaning Tower and Other Stories, 1944 (dt. Der schiefe Turm. Bad Wörishofen: Kindler und Schiermeyer, 1953)
- The Source, 1944
- The Journey, 1944
- The Witness, 1944
- The Circus, 1944; Verfilmung: USA 1990 (TV)
- The Last Leaf, 1944
- A Day's Work, 1944
- The Grave, 1944
- The Old Order, 1958
- The Fig Tree, 1960; Verfilmung: USA 1987 (TV)
- Holiday, 1960
- The Collected Stories of Katherine Anne Porter, 1965
- A Christmas Story, 1967 (dt. Eine Weihnachtsgeschichte. Olten: Walter, 1969)
- Pale Horse, Pale Rider (dt. Fahles Pferd, Fahler Reiter. 3 Novellen. Stuttgart: Klett-Cotta, 1986)

- Das letzte Blatt. 1953
- Die Leiden unserer Sterblichkeit. Erzählungen. Leipzig: Reclam, 1977
- Der purpurrote Hut und andere Erzählungen. Stuttgart: Klett-Cotta, 1986

### Novellen
- Old Mortality, 1937
- Noon Wine, 1937;
- Pale Horse, Pale Rider, 1939 (dt. Das dunkle Lied. München: Desch, 1950);

### Roman
- Ship of Fools, 1962
  - deutsch: Das Narrenschiff. Übersetzt von Susanna Rademacher. Rowohlt, Reinbek bei Hamburg 1963; als Taschenbuch: rororo 5863, Reinbek bei Hamburg 1965–1993, ISBN 3-499-15863-9.
  - Überarbeitete und kommentierte Neuausgabe mit einem Nachwort von Elke Schmitter, Manesse, Zürich 2010, ISBN 978-3-7175-2220-1; als Taschenbuch: btb 74499, München 2013, ISBN 978-3-442-74499-2.

### Essays
- The Necessary Enemy, 1948
- The Future is Now, 1950
- The Days Before, 1952 (dt. Was vorher war. Frankfurt am Main: Suhrkamp, 1968)
- The Never-Ending Wrong, 1977
- The Charmed Life, 1942

## Verfilmungen
- 1964: Pale Horse, Pale Rider (Fernsehfilm)
- 1964: Das Narrenschiff (Ship of Fools) – Regie: Stanley Kramer, mit Vivien Leigh, Oskar Werner, Heinz Rühmann
- 1966: Noon Wine (Fernsehfilm) – Regie: Sam Peckinpah, mit Jason Robards und Olivia de Havilland
- 1985: In der Mittagsglut (Noon Wine; Fernsehfilm)